# Русский язык в США

Распространение русского языка по штатам на основе данных переписи населения США 2000 года

Русский язык в США входит в десятку самых широко используемых в стране языков. Распространение его по основной территории страны происходило в результате нескольких волн эмиграции из стран бывшего СССР и России. На территории Аляски русский язык существует с XVIII века.
Большинство русскоговорящих жителей США на начало XXI века составляют так называемые русские евреи. В соответствии с переписью населения США 2000 года, число русскоговорящих составило 706 242 человека, что вывело русский язык на 10-е место по распространённости в стране.

## История
| Русский язык в США                |                 |
| Год                               | Носителей языка |
| 1910                              | ▬ 57 926        |
| 1920                              | ▲ 392 049       |
| 1930                              | ▼ 315 721       |
| 1940                              | ▲ 356 940       |
| 1960                              | ▼ 276 834       |
| 1970                              | ▼ 149 277       |
| 1980                              | ▲ 173 226       |
| 1990                              | ▲ 241 798       |
| 2000                              | ▲ 706 242       |
| 2010                              | ▲ 854 955       |
| 1910—1970 годы: только иммигранты |                 |

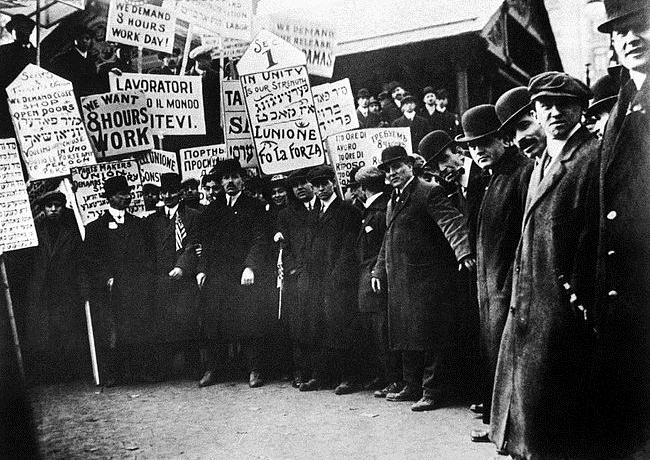
Бастующие рабочие швейных фабрик Нью-Йорка с плакатами на разных языках, в том числе на русском, около 1913 года

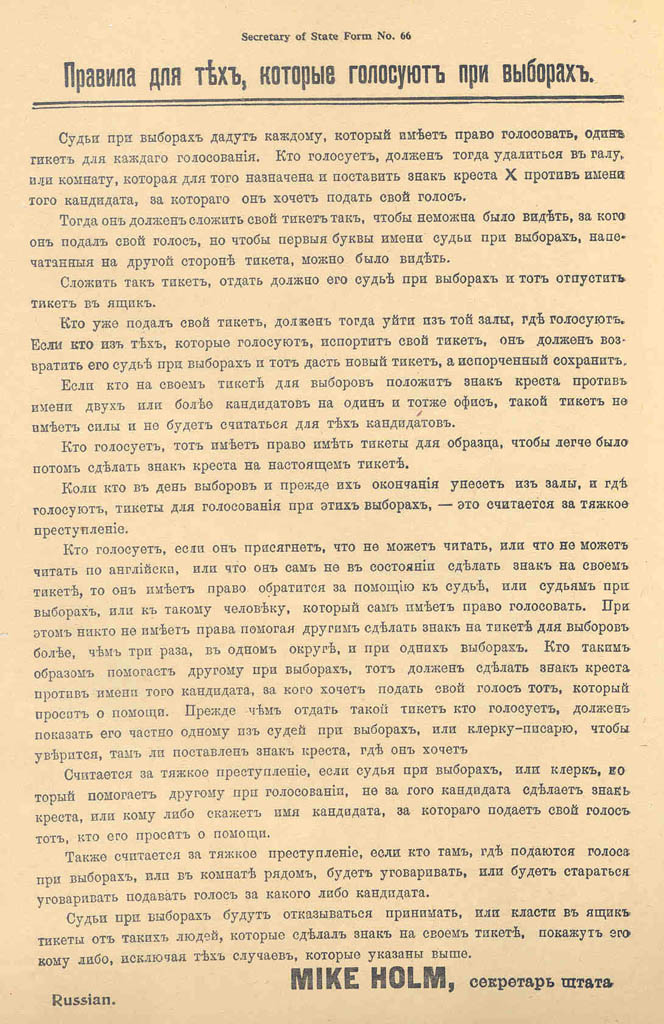
Инструкция по правилам голосования для русскоязычного избирателя с подписью Майка Холма, Миннесота, не ранее 1921 года

Первые русские, оказавшиеся на американской земле, были исследователями, достигшими Аляски в 1648 году. Более чем 200 лет спустя, в 1867 году, Аляска была продана Соединённым Штатам царём Александром II. Многие русские поселенцы вернулись в Россию, но некоторые остались. Для них русский язык стал одним из факторов идентичности.
В 1882 году в США насчитывалось 16 918 русскоговорящих жителей, и их число постепенно увеличивалось до 387 416 в 1899 году.
В конце девятнадцатого и начале двадцатого веков в США иммигрировали многие российские евреи, спасаясь от преследований на родине. Хотя основным языком этой группы был идиш, большая часть из них владела и русским.
Следующей большой волной стала белая эмиграция — миллионы россиян покинули Россию после революции 1917 года и в ходе последовавшей за ней гражданской войны. В 1920 году перепись населения США выявила 392 049 граждан Соединённых Штатов, родившихся в России, при том, что десятью годами раньше статистика насчитывала только 57 926 родившихся в России американцев.
В 1930-е и 1940-е годы темпы русской эмиграции резко сократились в связи с ограничениями прав на выезд из страны, введёнными в СССР сталинскими властями. В этот период основную массу эмигрантов из Советского Союза начали составлять так называемые «невозвращенцы». Служба иммиграции и натурализации США насчитала 14 016 русских иммигрантов, въехавших в страну с 1930 по 1944 год.
Всплеск эмиграции произошёл по окончании Второй мировой войны, когда в США оказались многие «перемещённые лица» из числа бывших военнопленных, узников концлагерей, «остарбайтеров» или коллаборационистов. После этого с конца 1940-х годов эмиграция вновь стихает.
Затишье сменилось новой массовой эмиграцией в 1970-е годы. Эта волна состояла в основном (около 80 %) из советских евреев, с трудом, но получавших право на выезд из СССР в Израиль. Поскольку ограничений на въезд этих людей в США практически не существовало, многие воспользовались этой возможностью.
После распада СССР количество русскоговорящих иммигрантов в США из России и стран СНГ увеличилось особенно заметно и ограничивается лишь визовой политикой и законодательством самих США.
С 2012 года учреждения штата Нью-Йорк обеспечивают бесплатный устный перевод с/на русский язык. Также на него переводятся некоторые документы штата.

## Распространение
Русскоговорящие жители США сконцентрированы в основном в крупных городах. Наибольшее их количество сосредоточено на территории Нью-Йоркской агломерации — на 2007 год русский был языком домашнего общения для 198 556 жителей города Нью-Йорк. Настоящим домом стал для крупнейшей русскоговорящей общины в Соединённых Штатах Бруклин, в особенности его район Брайтон-Бич, получивший прозвище «Маленькая Одесса».
В Калифорнии, по состоянию на 2000 год, самая высокая плотность русскоговорящих жителей (21 % общей численности населения) отмечена в местностях Западный Голливуд и Голливуд-Хиллс, входящих в агломерацию Лос-Анджелеса.
Таблица: Численность носителей русского языка по штатам США, согласно переписи 2010 года (без учёта детей до 5 лет).
| Штат              | Всего носителей, чел. | % от всех русскоговорящих | 5-17 лет | 5-17 лет в % |
| ----------------- | --------------------- | ------------------------- | -------- | ------------ |
| Нью-Йорк          | 216 468               | 25,89                     | 24 531   | 11,3         |
| Калифорния        | 141 718               | 16,95                     | 19 503   | 13,8         |
| Вашингтон         | 49 282                | 5,89                      | 13 975   | 28,4         |
| Нью-Джерси        | 46 094                | 5,51                      | 6 636    | 14,4         |
| Иллинойс          | 41 244                | 4,93                      | 4 871    | 11,8         |
| Массачусетс       | 37 865                | 4,53                      | 5 180    | 13,7         |
| Пенсильвания      | 35 029                | 4,19                      | 5 275    | 15,1         |
| Флорида           | 31 566                | 3,78                      | 4 002    | 12,7         |
| Орегон            | 21 443                | 2,56                      | 5 622    | 26,2         |
| Мэриленд          | 19 892                | 2,38                      | 2 175    | 10,9         |
| Техас             | 17 310                | 2,07                      | 2 108    | 12,2         |
| Огайо             | 15 672                | 1,87                      | 1 847    | 11,8         |
| Миннесота         | 14427                 | 1,73                      | 3104     | 21,5         |
| Виргиния          | 13 922                | 1,66                      | 1 846    | 13,3         |
| Джорджия          | 13 091                | 1,57                      | 2 332    | 17,8         |
| Колорадо          | 13 090                | 1,57                      | 2 228    | 17           |
| Мичиган           | 12 363                | 1,48                      | 1 553    | 12,6         |
| Коннектикут       | 11 457                | 1,37                      | 1 496    | 13,1         |
| Северная Каролина | 9 288                 | 1,11                      | 1 699    | 18,3         |
| Миссури           | 7 831                 | 0,94                      | 1 566    | 20           |
| Аризона           | 7 685                 | 0,92                      | 895      | 11,6         |
| Висконсин         | 6 817                 | 0,82                      | 770      | 11,3         |
| Индиана           | 5 722                 | 0,68                      | 962      | 16,8         |
| Теннеси           | 4 270                 | 0,51                      | 933      | 21,9         |
| Юта               | 4 218                 | 0,50                      | 730      | 17,3         |
| Аляска            | 3 912                 | 0,47                      | 976      | 24,9         |
| Невада            | 3 808                 | 0,46                      | 436      | 11,4         |
| Южная Каролина    | 3 806                 | 0,46                      | 991      | 26           |
| Мэн               | 2 408                 | 0,29                      | 849      | 35,3         |
| Кентукки          | 2 208                 | 0,26                      | 236      | 10,7         |
| Айдахо            | 1 966                 | 0,24                      | 283      | 14,4         |
| Канзас            | 1 919                 | 0,23                      | 288      | 15           |
| Оклахома          | 1 774                 | 0,21                      | 270      | 15,2         |
| Род-Айленд        | 1 740                 | 0,21                      | 90       | 5,2          |
| Айова             | 1 683                 | 0,20                      | 238      | 14,1         |
| Луизиана          | 1 576                 | 0,19                      | 267      | 16,9         |
| Нью-Гэмпшир       | 1 447                 | 0,17                      | 263      | 18,2         |
| Алабама           | 1 437                 | 0,17                      | 177      | 12,3         |
| округ Колумбия    | 947                   | 0,11                      | 48       | 5,1          |
| Монтана           | 893                   | 0,11                      | 332      | 37,2         |
| Нью-Мексико       | 887                   | 0,11                      | 109      | 12,3         |
| Гавайи            | 814                   | 0,10                      | 136      | 16,7         |
| Небраска          | 807                   | 0,10                      | 60       | 7,4          |
| Южная Дакота      | 762                   | 0,09                      | 153      | 20,1         |
| Миссисипи         | 725                   | 0,09                      | 81       | 11,2         |
| Вермонт           | 637                   | 0,08                      | 80       | 12,6         |
| Делавэр           | 550                   | 0,07                      | 77       | 14           |
| Вайоминг          | 519                   | 0,06                      | 130      | 25           |
| Северная Дакота   | 429                   | 0,05                      | 88       | 20,5         |
| Арканзас          | 415                   | 0,05                      | 34       | 8,2          |
| Западная Виргиния | 338                   | 0,04                      | 47       | 13,9         |
| Итого             | 836,171               |                           | 122,578  | 14,70 %      |

## Образование
В 1974 году при финансовой поддержке Информационного агентства США (USIA) был создан Американский совет преподавателей русского языка и литературы (АСПРЯЛ) — профессиональная организация университетских преподавателей и школьных учителей русского языка. Цель Совета — способствовать развитию научной работы и преподавания русского языка, совершенствовать обеспечение учебными материалами и укреплять контакты между специалистами. Совет организует целый ряд мероприятий как в США, так и в России.
Как правило, уровень образования русскоговорящих американцев превосходит средний по стране. 92 % имеют среднее образование, 51 % — высшее (не ниже бакалавра). По данным Бюро переписи населения США за 2007 год, 75 % русскоговорящих американцев «хорошо» или «очень хорошо» владеют английским языком.
Русскоговорящая диаспора, в отличие от других иммигрантских сообществ (таких как китайское или корейское), не располагает большим количеством школ с обучением на родном языке. Как результат, многие носители языка вынуждены изучать его в колледжах как иностранный. Это зачастую приводит к появлению в иммигрантском сообществе своеобразных замкнутых языковых форм, вполне приемлемых внутри него, но считающихся ошибочными в традиционном русском языке.
Среди американцев, для которых русский язык не является родным, интерес к его изучению меняется во времени волнообразно. Пик этого интереса приходится на 1989—1991 годы. К примеру, в 1980 году в США русский язык изучали 24 000 человек, а в 1990/1991 учебном году — 45 000). Пройдя затем определённый спад, этот интерес постепенно начал восстанавливаться в начале 2000-х годов.
Согласно данным Центра демографии и экологии человека Института народнохозяйственного прогнозирования РАН, по состоянию на 2004 год в США:
| Число владеющих русским языком, человек                                         | 3 500 000 |
| Количество средних образовательных учреждений, в которых изучается русский язык | более 100 |
| Число учащихся, человек                                                         | 6500      |
| Количество вузов, в которых изучается русский язык                              | 178       |
| Число студентов, человек                                                        | 27 000    |

В мае 2012 года газета «Известия» сообщила об одобрении отделом образования при городском совете штата Нью-Йорк организации первой в истории Манхэттена русско-американской школы.

### Институты поддержки
Русский язык входит в число «редко преподаваемых» (или «редко изучаемых», или также «критических») в США, наряду со всеми языками мира, кроме английского, испанского, французского и немецкого. С 1990 года в стране действует Национальный комитет по редко преподаваемым языкам (National Council of Less Commonly Taught Languages (NCLCTL)), финансируемый Фондом Форда. Цель Национального комитета — объединение организаций и групп, заинтересованных в преподавании и разработке программ преподавания «критических» языков.
Свой вклад в продвижение русского языка в Америке вносят общественные организации, а также частные лица. В 1997 году был учреждён Русско-американский фонд (Russian American Foundation (RAF)), основателем и президентом которого стала продюсер и предприниматель Марина Ковалёва.
В 1999 году в центре Вашингтона, в здании бывшей школы детей сотрудников советского посольства, был открыт Российский центр науки и культуры, представительство Россотрудничества в США. В нём имеется кабинет русского языка, где проходят групповые и индивидуальные занятия по русскому языку для всех желающих.

## Средства массовой информации

Газета «Россія» за 3 сентября 1955 года. Характерно использование дореформенной орфографии

### Газеты
Первой русскоязычной газетой в Соединённых Штатах стала «Свобода», выходившая в 1867—1871 годах. На английском языке она была известна под названием Alaska Herald. Позднее, вплоть до 1940 года, появлялись десятки новых русских газет, но срок их жизни был недолгим.
C 1921 года в Сан-Франциско выходит русскоязычная газета русских эмигрантов «Русская Жизнь». Газету продолжают издавать до 2020-х годов, она является старейшей из существующих русскоязычных газет США и газет русского зарубежья. «Русская Жизнь» выходит ежемесячно в печатном виде, а также имеет онлайн-версию.
В 1950-е годы, во времена начала и развития холодной войны, русская эмиграция и издаваемая ей периодическая печать зачастую рассматривались[кем?] как одно из средств пропагандистского воздействия Запада на СССР. В этой роли выступали чаще всего старейшие русскоязычные газеты в Америке — «Новое русское слово» и «Россія». По словам исследователя Т. С. Шугайло:

Эти издания отражали идейное настроение широких слоёв русской диаспоры в США, остро реагировали на любые изменения на международной арене и знакомили русское население в США с проблемами, существующими в Советском Союзе.— Шугайло Т. С.
В ряде этих изданий даже через десятки лет после принятия в 1918 году реформы русской орфографии по-прежнему использовалась дореформенная орфография.
Газета «Новое русское слово», выходившая с 1910 года, была старейшей ежедневной русскоязычной газетой в США до 2009 года, когда она стала еженедельной. В ноябре 2010 года, в год 100-летнего юбилея, редакция объявила о приостановке выпуска газеты. По версии издателя Валерия Вайнберга — в связи с обратной реорганизацией издания в ежедневник. По другой версии — в связи с финансовым крахом.
В 2011 году в Нью-Йорке начала издаваться газета «Репортёр». Выходящий с 1980 года «Вечерний Нью-Йорк» рассчитан на аудиторию Большого Нью-Йорка, на западном побережье также с 1980 года выходит «Панорама», регионом распространения которой является территория Большого Лос-Анджелеса. Публикуются также «В новом свете», распространяющаяся по всей стране и содержащая в основном международные новости, и «Еврейский мир», нацеленный большей частью на русскоговорящих евреев.

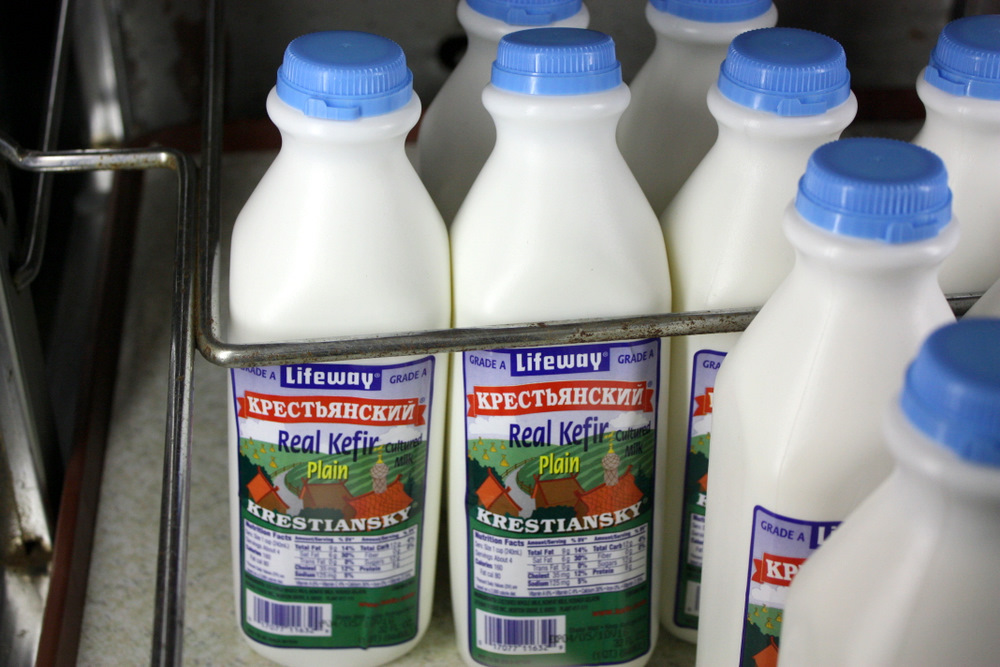
Кефир «Крестьянский» производства американской компании, основанной в Чикаго русскоговорящими предпринимателями, в магазине European Foods, Сиэтл, Вашингтон

Крупнейшей в США на русском языке является еженедельная газета «Русская реклама», основанная в 1993 году в Бруклине, с тиражом более 100 000 экземпляров, представляющая собой сборник рекламных объявлений.

### Телевидение
В США на русском языке ведут телетрансляции несколько компаний: «НТВ-Америка», Первый канал, «РТР-Планета», СТС International, RTVi, «Дождь», TVCI, «Израиль плюс».

### Радио
Русскоязычное вещание осуществляют как радиокомпании, охватывающие всю территорию Северной Америки («Радио Балтика»), так и местные радиостанции: W284BW, Русская реклама, Radio RUSA, WSNR в Нью-Йорке и New Life Radio в Чикаго. Множество других доступно в сети Интернет.

## Галерея

Русскоязычные вывески в Бруклине
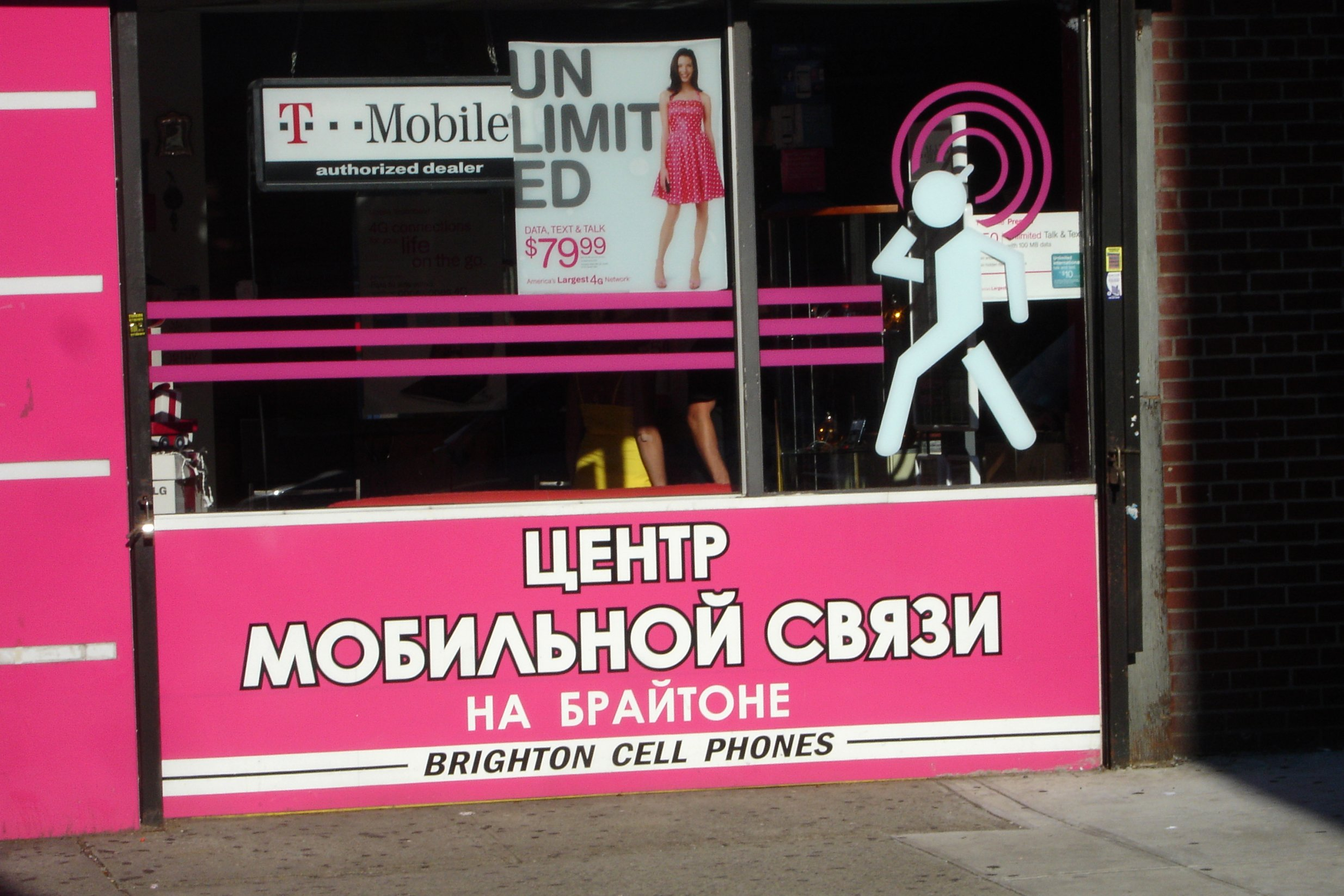
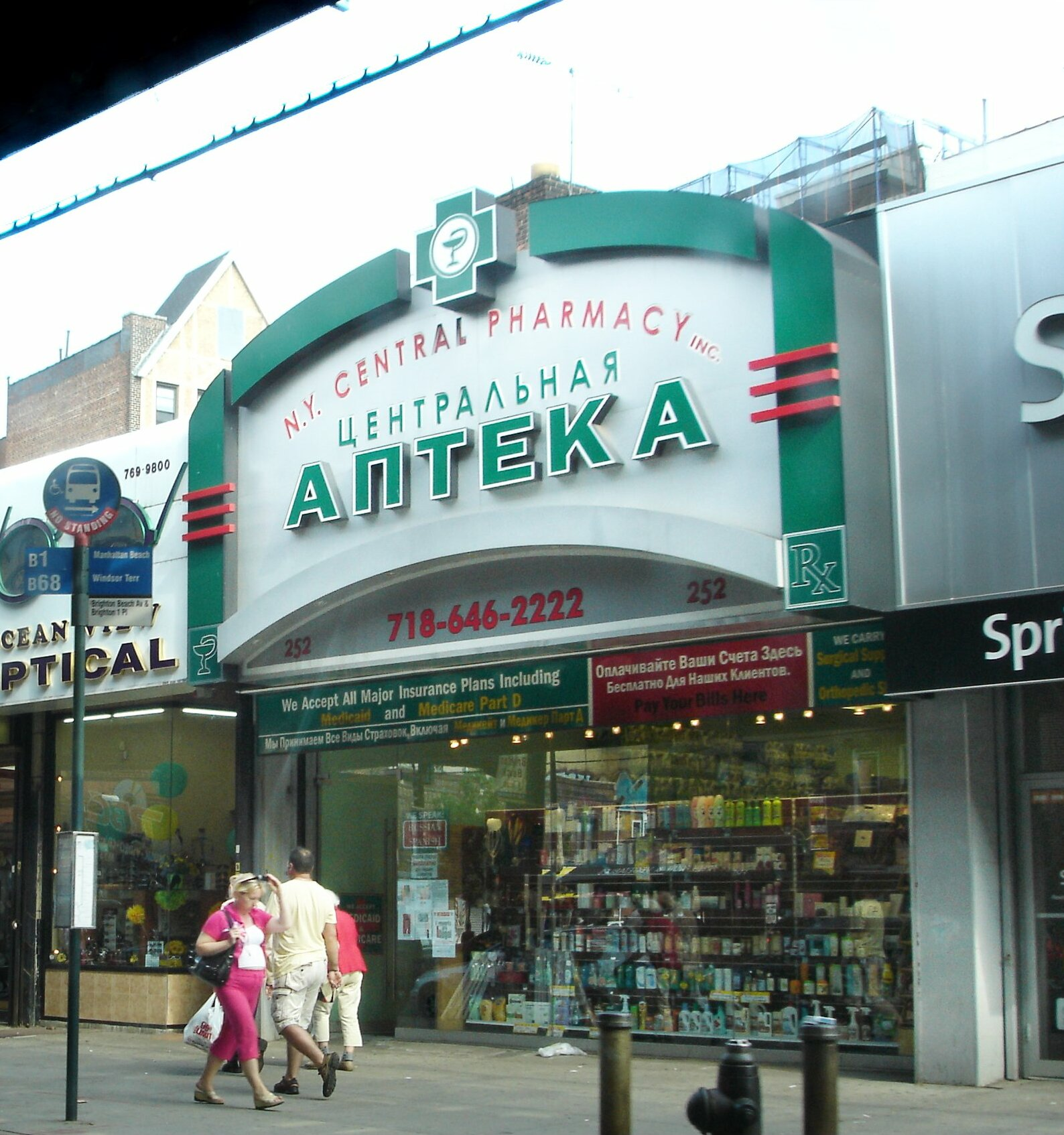
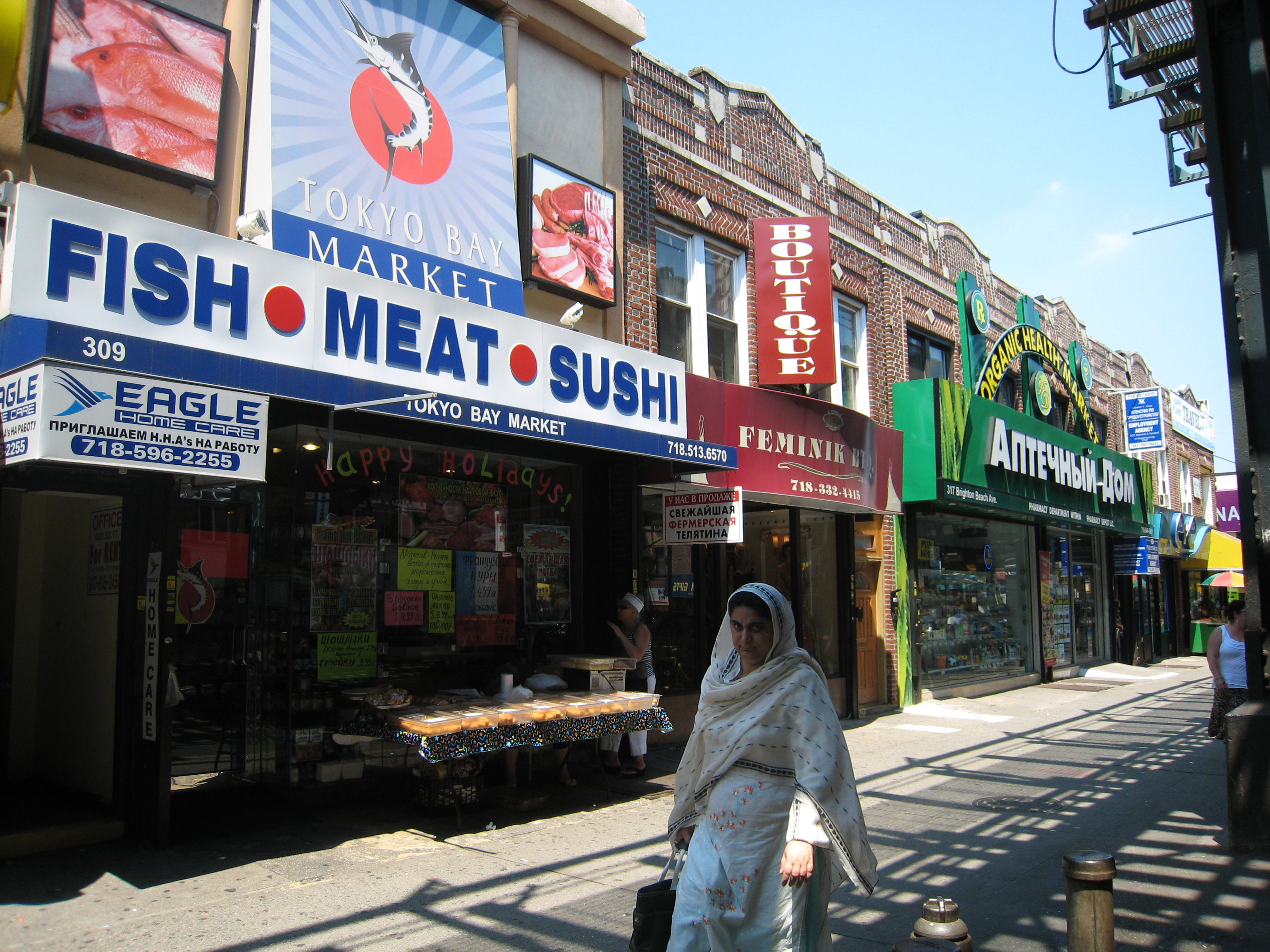
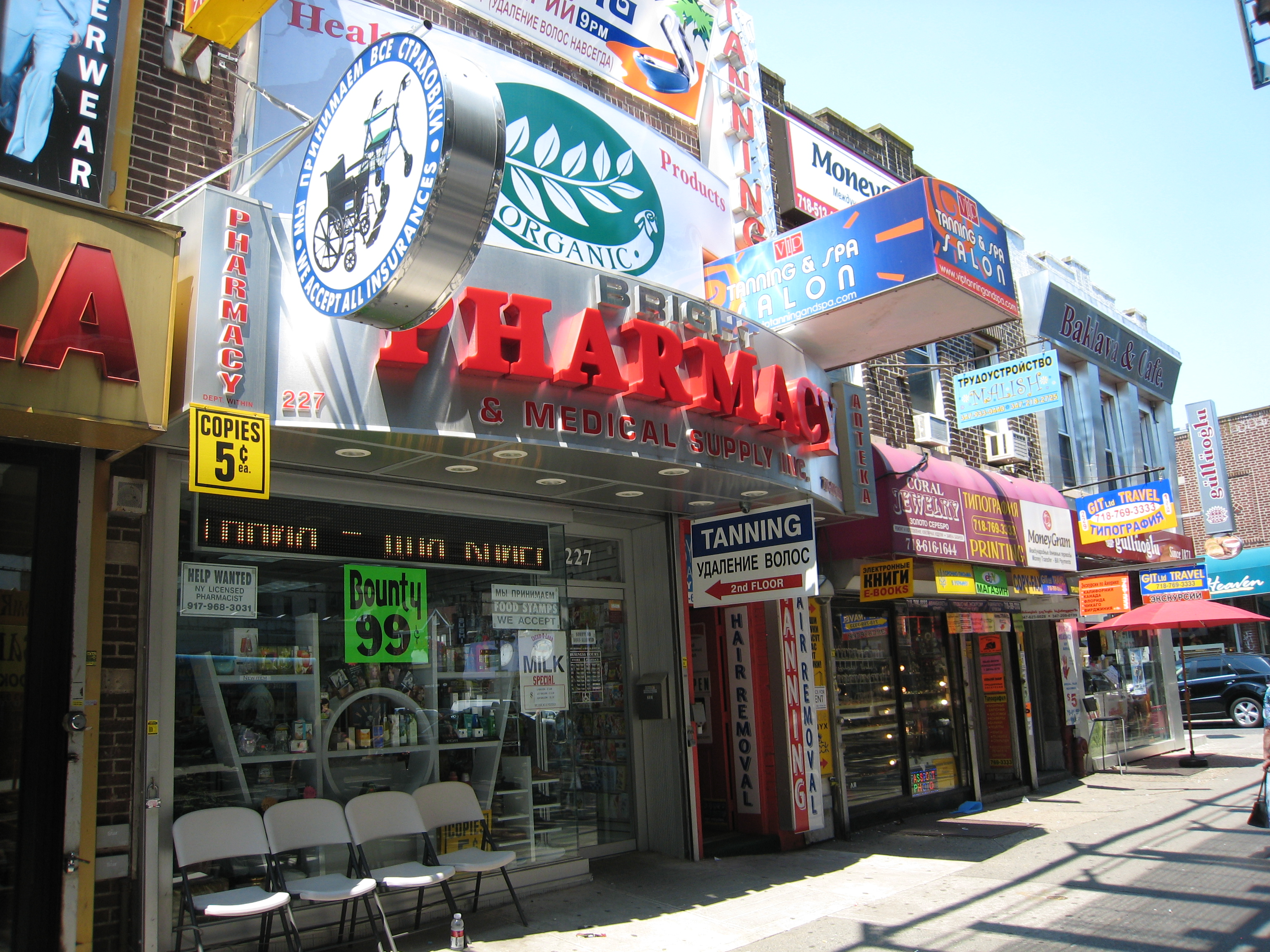
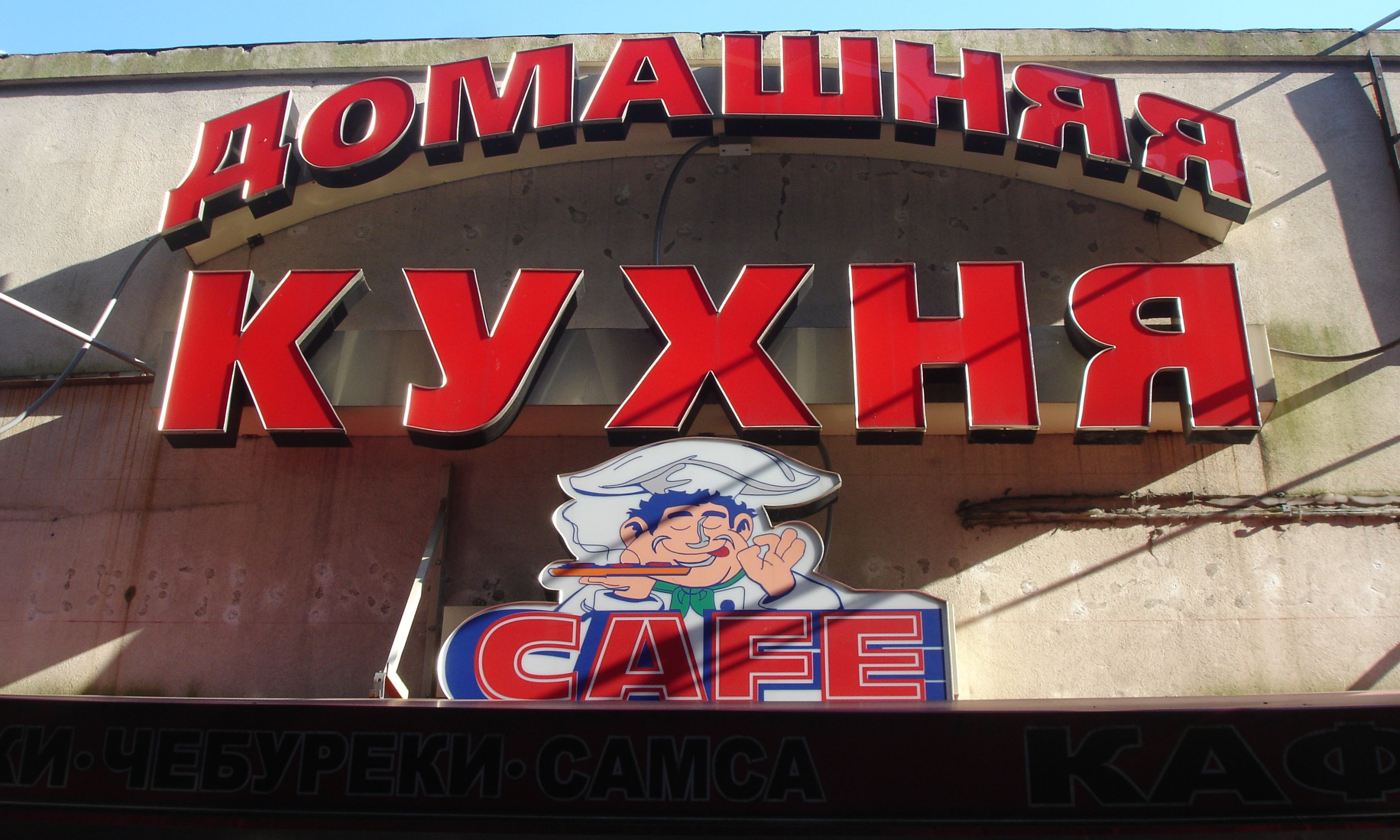